# コーレス骨折
コーレス骨折（コーレスこっせつ、英: Colles' fracture）または橈骨遠位端部伸展型骨折は、橈骨遠位端部の定型的骨折のひとつ。橈骨の、手関節に近い部分で骨折し、遠位骨片が手背方向へ転位する。

## 概要
前腕には2本の骨、橈骨と尺骨がある。橈骨は親指側の骨で、手根骨との間に手関節を構成する。もう一方の尺骨は小指側の骨である。橈骨の遠位端部すなわち手関節に近い部位の骨折にはいろいろなパターンがあり、コーレス骨折はその中のひとつである。

## 発生機序
転倒して手掌をついた際に橈骨遠位端に強い力が加わり発生するといわれる。腕を伸ばした状態で手掌をつくと体重が橈骨にかかり、手掌からの力が橈骨遠位端に加わる。橈骨遠位端部に強い屈曲力が働いて骨折に至る。

## 症状
- 遠位骨片（体幹から遠い方の骨片）が手背方向、親指方向へ移動する。
- 骨片の移動にともない、骨折部分が変形する。
- 前腕から手にかけて腫脹がみられる。
- 疼痛。
- 機能障害。